# 朝日opini on tv 争論、耕論
朝日opini on tv 争論、耕論（あさひ・オピニ・オン・ティーヴィー・そうろん・こうろん）とは、朝日ニュースターの討論番組である。

## 内容
朝日新聞朝刊の連載記事「オピニオン面」と連動した企画である。番組では毎回、原作となったオピニオン面の記事や問題点を洗い出し、オピニオン面に執筆している各界有識者と、朝日新聞オピニオン編集担当がそれらについて徹底的に討論を行うほか、番組ホームページ・ファクスで視聴者の生の意見を聞く。
司会はジャーナリストの山本ミッシェールのぞみ（出演できない場合は代役としてフリーアナウンサーの若槻智子や牛窪万里子）が勤めた。
2012年4月からテレビ朝日直営化されることによる番組編成の見直しに伴い、同年3月4日初回放送分が最終回となった。

## これまでの放送内容
（朝日ニュースターHPより）
- 2011年4月3日（日）「3・11政治は機能しているのか」

国内では戦後最大の災害となる東日本大震災と福島第一原発事故。しかしそれにより日本が抱えている様々な問題が露呈してきた。
政治の最大の仕事である、国民の安心・安全を守ることが今脅かされそうになっている。番組では危機管理を読み解き、背後にある政治は機能しているのかなどについて二人の専門家に伺う。
■ゲスト
小川和久（国政政治・軍事アナリスト）
御厨貴（東京大学先端科学技術研究センター教授）
■聞き手
吉田貴文（朝日新聞オピニオン編集グループ記者）
■MC
山本ミッシェールのぞみ
- 2011年5月1日（日）「復興と防災　もう想定外とは言わせない」

■ゲスト
指田朝久（東京海上日動リスクコンサルティング主席研究員）
梅澤高明（A・T・カーニー日本代表）
■聞き手
刀祢館正明（朝日新聞編集委員、オピニオン編集グループ記者）
■MC
山本ミッシェールのぞみ
- 2011年6月5日（日）「原発賠償 誰がどれだけ?」

原発の賠償は誰が負担するのか。今後の電力事業のあり方まで議論していきます。
■ゲスト
郷原信郎（名城大学教授）
中空麻奈（BNPパリバ証券 クレジット調査部長）
■聞き手
刀祢館正明（朝日新聞編集委員、オピニオン編集グループ記者）
■MC
山本ミッシェールのぞみ　
- 2011年7月3日（日）「いつから学ぶ?学校英語」

この春、小学5～6年生に「外国語（英語）」が必須となりました。ただそれは、教科書のない「活動」という位置づけです。楽しく英語に触れるのがいいのか。それとも教科として読み、書きもすべきなのか。国際化時代の英語教育はいかにあるべきかについて議論します。
■ゲスト
中嶋嶺雄（国際教養大学長）
鳥飼玖美子（立教大学教授）
■聞き手
刀祢館正明（朝日新聞編集委員、オピニオン編集グループ記者）
■MC
山本ミッシェールのぞみ　
- 2011年8月7日（日）「二郎が嘆く、矩子がしかる - こんな政治にだれがした」

■ゲスト
山口二郎（北海道大学大学院教授）
浜矩子（同志社大学教授）
■聞き手
刀祢館正明（朝日新聞編集委員、オピニオン編集グループ記者）
■MC
山本ミッシェールのぞみ　
- 2011年9月4日（日）「民主3人目の正直 - 野田名総理の条件」

政権交代後3人目の総理大臣に野田佳彦氏が決まりました。民主党への期待が薄れ、政治が機能していないように見える状況の中で、新総理に問われているものは何か。民主党は何を示し、有権者はどう判断すればいいのか。徹底的に議論します。
■ゲスト
大山礼子（駒沢大学教授）
竹中治堅（政策研究大学院大教授）
■聞き手
吉田貴文（オピニオン編集グループ記者）
■MC
山本ミッシェールのぞみ
- 2011年10月2日（日）「民主党をどう立て直す?」

政権交代から2年。民主党はどこで失敗したのか。挽回は可能なのか。民主党の課題について、福山哲郎参院議員と谷口将紀・東大大学院教授に聞きます。
■ゲスト
福山哲郎（民主党参議院議員）
谷口将紀（東大大学院教授）　
■聞き手
吉田貴文（オピニオン編集グループ記者）
■MC
山本ミッシェールのぞみ
- 2011年11月6日（日）「デモと政治 街に出る人たち」

■ゲスト
落合恵子（作家）
小川淳也（民主党衆議院議員）
■聞き手
刀祢館正明（オピニオン編集グループ記者）
■MC
山本ミッシェールのぞみ
- 2011年12月4日（日）「改革すべきは年金なのか?」

年金システムの信頼が大きく揺らぎ、7年前の改革でうたわれた「100年安心」も今や不信感が募っています。破綻も囁かれる中で年金制度はどこまで改革すべきなのか。または他の選択肢があるのか。改革論議と年金をじっくりと考えます。
■ゲスト
玉木伸介（元・年金積立金管理運用独立行政法人審議役）
岩瀬大輔（ライフネット生命副社長）
■聞き手
太田啓之（オピニオン編集部記者）
■MC
若槻智子　
- 2012年1月1日（日）「2時間特別版：危機ってマジっすか!?」

■ゲスト
浜矩子（同志社大学教授）
中空麻奈（BNPパリバ証券）
■聞き手
吉田貴文、刀根館正明（朝日新聞オピニオン編集部記者）
■MC
山本ミッシェールのぞみ　
- 2012年2月5日（日）「消費増税、本気ですか藤井さん!?」

■ゲスト
藤井裕久（民主党税制調査会長）
■聞き手
小此木潔（朝日新聞編集委員）
■MC
山本ミッシェールのぞみ　
- 2012年3月4日（日）漂う普天間＜最終回＞

■ゲスト
森本敏（拓殖大学大学院教授）
我部政明（琉球大学教授）
■聞き手
刀祢館正明（朝日新聞編集委員）
■MC
牛窪万里子

## 放送日時
- 初回 第1日曜日22:30～23:55生放送
- 再放送
  - 放送された次週火曜11:00～12:25
  - 同金曜11:15～24:40
  - 同日曜6:30～7:55
  - 放送された次々週土曜17:00～18:25